# Dasyvalgus luteofasciatus
Dasyvalgus luteofasciatus är en skalbaggsart som beskrevs av Renaud Maurice Adrien Paulian 1961. Dasyvalgus luteofasciatus ingår i släktet Dasyvalgus och familjen Cetoniidae. Inga underarter finns listade i Catalogue of Life.